# Corel Paint Shop Pro
El Paint Shop Pro (PSP) és un programa de la família de Corel. En la versió 12a, creada l'any 2007, es van millorar molts aspectes respecte a les anteriors. El seu rival és el Photoshop. La versió més recent és de l'any 2018.

## Característiques
Paint Shop Pro és una eina per millorar, editar, crear i organitzar les imatges. Aquest producte de Corel inclou les habituals eines de correcció, com la utilitat de corregir ulls vermells o millora automàtica de la fotografia o la del tampó de clonar.
La màquina del temps és una novetat molt destacada. Es tracta d'una funció capaç de retocar imatges fent-les semblar més antigues, fins es pot elegir l'època, (des de 1839 fins a 1960, passant per set efectes).